# Pohlia gracilis
Pohlia gracilis là một loài rêu trong họ Bryaceae. Loài này được Roll Podp. mô tả khoa học đầu tiên năm 1954.
Danh pháp loài này chưa ổn định 